# Nigidius fruhstorferi
Nigidius fruhstorferi là một loài bọ cánh cứng trong họ Lucanidae. Loài này được Albers mô tả khoa học năm 1894.